# 利特和米克斯
利特和米克斯（法語：Lit-et-Mixe，法語發音：[lit e miks]）是法国朗德省的一个市镇，位于该省西部，属于达克斯区。该市镇于1826年由原市镇利特（Lit）和米克斯（Mixe）合并而成。

## 地理
利特和米克斯（44°1'57"N, 1°15'26"W）面积112.95 平方千米，位于法国新阿基坦大区朗德省，该省份为法国西南部沿海省份，是法國本土面积第二大的省，北起吉倫特省，西临大西洋，南至大西洋比利牛斯省，东临热尔省，东北与洛特-加龍省接壤。
与利特和米克斯接壤的市镇（或旧市镇、城区）包括：莱维尼亚克、兰克斯、博恩地区圣于连、于扎、维耶勒-圣日龙。
利特和米克斯的时区为UTC+01:00、UTC+02:00（夏令时）。

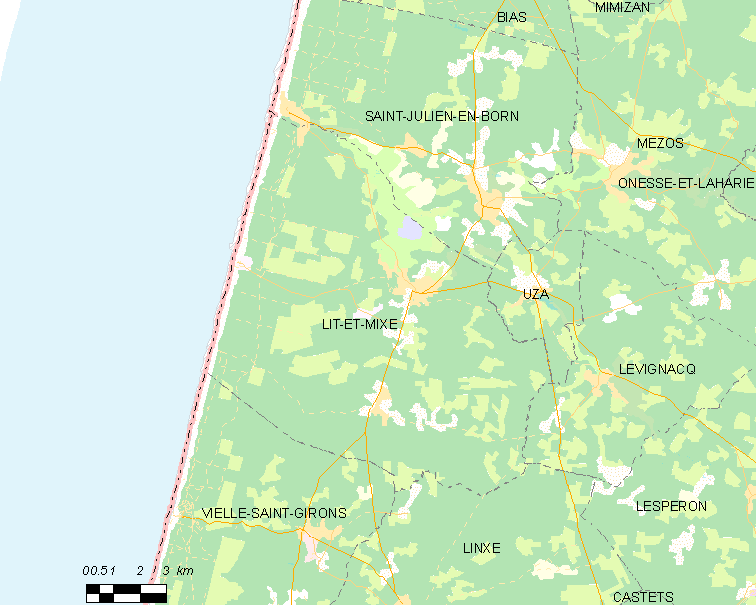
利特和米克斯的OSM定位图

## 行政
利特和米克斯的邮政编码为40170，INSEE市镇编码为40157。

## 政治
利特和米克斯所属的省级选区为银色海岸县。

## 人口

1962-2008年间利特和米克斯人口变化图示

利特和米克斯于2022年1月1日时的人口数量为1704人。